# Giorgio Cavedon
Giorgio Cavedon, né le 17 décembre 1930 à Brescia (Lombardie) et mort le 14 octobre 2001, est un éditeur, dessinateur, réalisateur et scénariste italien, fondateur de la maison d'édition Ediperiodici et créateur, avec Renzo Barbieri, de la série de bandes dessinées Isabella, précurseur du genre de la bande dessinée pour adultes, qui a eu de nombreux épigones et a généré un phénomène de costume au cours des années 1960 et 1970,,,,.

## Biographie
En tant qu'auteur de bandes dessinées, Cavedon a créé des personnages célèbres de fumetti comme Lucifera, Zordon et surtout Isabella de Frissac ; il est considéré comme le fondateur de la bande dessinée pour adultes, qui véhiculait d'abord un contenu érotique, puis pornographique. En 1970, il fonde avec Renzo Barbieri la maison d'édition Elvifrance. Au cinéma, Cavedon est assistant réalisateur dans les années 1960, écrit le scénario d'Isabelle, duchesse du diable de Bruno Corbucci en 1969 et réalise son seul film, Ombre, une dizaine d'années plus tard.
De 1949 à 1973, Cavedon a également été musicien de jazz.

## Filmographie

### Scénariste
- 1962 : Scano Boa de Renato Dall'Ara
- 1969 : Isabelle, duchesse du diable (Isabella duchessa dei diavoli) de Bruno Corbucci
- 1979 : Ombre de lui-même

### Réalisateur
- 1979 : Ombre

### Assistant-réalisateur
- 1962 : Scano Boa de Renato Dall'Ara
- 1965 : I soldi de Gianni Puccini